# Tommaso Pobega
Tommaso Pobega (Trieste, 15 de julio de 1999) es un futbolista italiano que juega de centrocampista en el Bologna F. C. 1909 de la Serie A.

## Trayectoria
Pobega comenzó su carrera como sénior en el Ternana Calcio de la Serie C, club al que llegó cedido en 2018 por el A. C. Milan.
En la temporada 2019-20 volvió a salir cedido, en esta ocasión al Pordenone Calcio de la Serie B. En el Pordenone marcó 5 goles en 33 partidos, y disputó la promoción de ascenso a la Serie A.
Tras su buena temporada, renovó con el Milan, y volvió a salir cedido, esta vez al equipo recién ascendido a la Serie A, Spezia Calcio, lo que supuso el debut de Pobega en la máxima categoría. Su debut en Serie A se produjo el 27 de septiembre de 2020, en la derrota de la Spezia por 1-4 frente al U. S. Sassuolo, mientras que su primer gol lo logró el 1 de noviembre de 2020 frente a la Juventus de Turín, en un partido que también terminó con derrota por 1-4.
De cara a la temporada 2021-22 fue cedido al Torino F. C. Posteriormente estuvo dos campañas en Milán antes de volver a ser prestado en agosto de 2024 al Bologna F. C. 1909, equipo al que regresó en julio de 2025 en una nueva cesión.

## Selección nacional
Fue internacional sub-20 y sub-21 con la selección de fútbol de Italia. El 4 de junio de 2022 debutó con la absoluta en un encuentro de la Liga de Naciones de la UEFA 2022-23 ante Alemania que finalizó en empate a uno.

## Estadísticas

### Clubes
Actualizado al último partido disputado el 5 de noviembre de 2024.
| Club                        | Div.          | Temporada     | Liga  | Liga  | Copas nacionales | Copas nacionales | Copas internacionales | Copas internacionales | Total | Total |
| Club                        | Div.          | Temporada     | Part. | Goles | Part.            | Goles            | Part.                 | Goles                 | Part. | Goles |
| --------------------------- | ------------- | ------------- | ----- | ----- | ---------------- | ---------------- | --------------------- | --------------------- | ----- | ----- |
| Ternana Calcio · Italia     | 3.ª           | 2018-19       | 32    | 3     | 0                | 0                | ―                     | ―                     | 32    | 3     |
| Ternana Calcio · Italia     | Total club    | Total club    | 32    | 3     | 0                | 0                | 0                     | 0                     | 32    | 3     |
| Pordenone Calcio · Italia   | 2.ª           | 2019-20       | 33    | 5     | 1                | 1                | ―                     | ―                     | 34    | 6     |
| Pordenone Calcio · Italia   | Total club    | Total club    | 33    | 5     | 1                | 1                | 0                     | 0                     | 34    | 6     |
| Spezia Calcio · Italia      | 1.ª           | 2020-21       | 20    | 6     | 0                | 0                | ―                     | ―                     | 20    | 6     |
| Spezia Calcio · Italia      | Total club    | Total club    | 20    | 6     | 0                | 0                | 0                     | 0                     | 20    | 6     |
| Torino F. C. · Italia       | 1.ª           | 2021-22       | 33    | 4     | 0                | 0                | ―                     | ―                     | 33    | 4     |
| Torino F. C. · Italia       | Total club    | Total club    | 33    | 4     | 0                | 0                | 0                     | 0                     | 33    | 4     |
| A. C. Milan · Italia        | 1.ª           | 2022-23       | 19    | 2     | 1                | 0                | 8                     | 1                     | 28    | 3     |
| A. C. Milan · Italia        | 1.ª           | 2023-24       | 11    | 0     | 0                | 0                | 4                     | 0                     | 15    | 0     |
| A. C. Milan · Italia        | Total club    | Total club    | 30    | 2     | 1                | 0                | 12                    | 1                     | 43    | 3     |
| Bologna F. C. 1909 · Italia | 1.ª           | 2024-25       | 21    | 2     | 4                | 1                | 5                     | 1                     | 30    | 4     |
| Bologna F. C. 1909 · Italia | Total club    | Total club    | 21    | 2     | 4                | 1                | 5                     | 1                     | 30    | 4     |
| Total carrera               | Total carrera | Total carrera | 169   | 22    | 6                | 2                | 17                    | 2                     | 192   | 26    |

## Palmarés

### Títulos nacionales
| Título      | Club               | País   | Año  |
| ----------- | ------------------ | ------ | ---- |
| Copa Italia | Bologna F. C. 1909 | Italia | 2025 |